# Dino Ranch
Dino Ranch è una serie televisiva animata statunitense-canadese creata da Matthew Fernandes, ed ha debuttato il 16 gennaio 2021 in Canada su CBC e il 18 gennaio negli Stati Uniti su Disney Junior. La serie è stata successivamente rinnovata per una seconda e una terza stagione.
In Italia la serie è stata trasmessa per la prima volta il 6 settembre 2021 su Cartoonito.

## Trama
Due piccoli cowboy, Jon e Miguel, e Min, una piccola cowgirl, sono in sella a tre piccoli dinosauri e, insieme al loro padre Bo Cassidy ed alla loro madre Jane, fonderanno una fattoria composta soltanto da dinosauri pronti per essere soccorsi oppure salvati da vari pericoli minacciosi.

## Personaggi
- Jon biondo con gli occhi azzurri; doppiato da Tyler Nathen (inglese) e Stefano Broccoletti (italiano)
- Min mora con le trecce e occhi verdi; doppiato da Ava Ro (inglese) e Martina Felli (italiano)
- Miguel moro dall'aspetto ispanico; doppiato da Jacob Mazeral (inglese) e Loretta Di Pisa (italiano)
- Blitz è un cucciolo di velociraptor, ed è il dinosauro di Jon;
- Clover è un cucciolo di brachiosauro, ed è il dinosauro di Min;
- Tango è un cucciolo di triceratopo, ed è il dinosauro di Miguel;
- Bo, o ''Pa'' nella Dino Ranchers è il padre dei tre protagonisti, e di cognome fa Cassidy; doppiato da Scott Gorman (inglese) e Luca Appetiti (italiano)
- Jane, o ''Ma'' nella Dino Ranchers è la madre dei tre protagonisti; doppiata da Athena Karkanis (inglese) e Perla Liberatori (italiano)
- Biscuit
- Quack
- Thunderfoot
- Clara Tinhorn
- Ike Tinhorn
- Ogie Tingorn

## Episodi
| Stagione         | Episodi | Prima TV originale | Prima TV Italia |
| ---------------- | ------- | ------------------ | --------------- |
| Prima stagione   | 52      | 2021-2022          | 2021-2022       |
| Seconda stagione | 52      | 2022-2023          | 2023            |
| Terza stagione   | 52      | 2023-2024          | 2024            |